# Danu Montes
Danu Montes is een bergketen op de planeet Venus. De Danu Montes werden in 1985 genoemd naar Danu, Keltische moedergodin in de Ierse mythologie.
De bergketen heeft een lengte van 808 kilometer en bevindt zich aan de zuidrand van Lakshmi Planum in het quadrangle Lakshmi Planum (V-7).